# Limopsis marionensis
Limopsis marionensis is een tweekleppigensoort uit de familie van de Limopsidae. De wetenschappelijke naam van de soort is voor het eerst geldig gepubliceerd in 1885 door E. A. Smith.